# Crassula alpestris
Crassula alpestris (L.f., 1782) è una pianta succulenta appartenente alla famiglia delle Crassulaceae endemica delle Province del Capo, in Sudafrica. È stata per la prima volta descritta nel 1782 da Carl von Linné jr. nel suo Supplementum plantarum.
L'epiteto specifico alpestris deriva dal latino e si riferisce all'habitat brullo e montuoso di cui è originaria la pianta.

## Descrizione

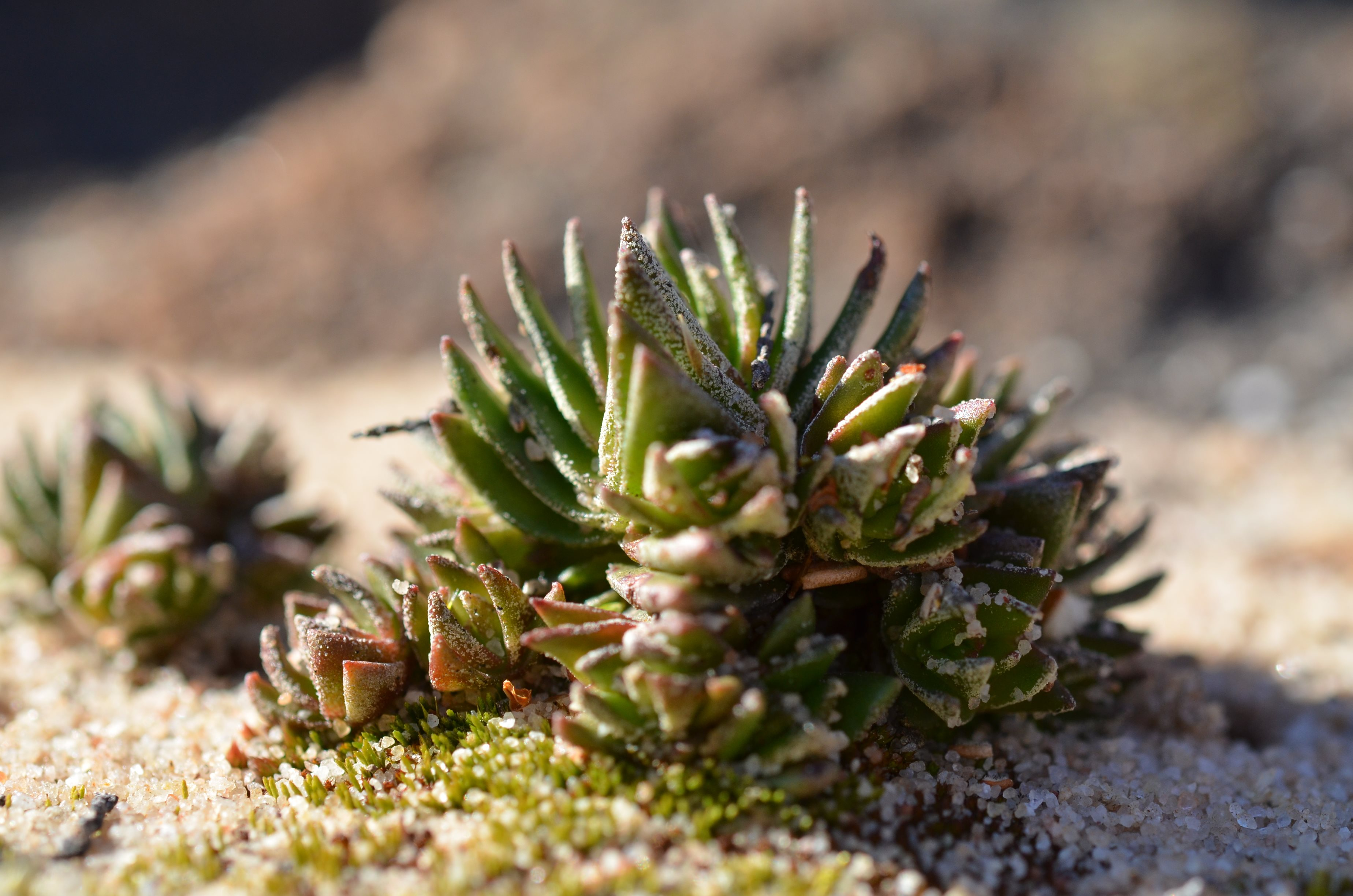
Esemplare di C. alpestris

C. alpestris è una pianta perenne a crescita lenta formata da steli, disposti a ciuffi, che possono raggiungere i 15 centimetri d'altezza. Generalmente ramifica solo alla base, da cui si diparte anche la corta radice a fittone, che si diramerà successivamente in radici avventizie filiformi.
Le foglie succulente sono di forma triangolare, larghe fino a 10 mm e lunghe 5-8, e si assottigliano verso le estremità dalla forma acuminata. Comunemente a molte specie appartenenti al genere Crassula, le foglie sono sessili e crescono in modo che ciascuna coppia si trovi angolata a 90 gradi rispetto alle adiacenti. Inoltre, nella C. alpestris, queste sono sovrapposte fra loro e si stringono sul fusto, dando alla pianta un aspetto a colonna quadrangolare.
Le infiorescenze a tirso in habitat si sviluppano tra i mesi di luglio e settembre, contemporaneamente all'inizio della stagione primaverile. I fiori di colore bianco, a svolte con sfumature rosa o rosse, presentano una corolla di forma tubolare ed i petali, svasati alle estremità, sono uniti fra loro alla base per i primi 2 mm. Alla base delle infiorescenze si sviluppano inoltre delle brattee triangolari, lunghe circa 6 mm e cigliate.
I frutti sono dei folliceti che contengono innumerevoli, minuscoli follicoli che verranno dispersi dall'azione del vento.
Trattandosi di una pianta terofita, una volta sviluppata l'infiorescenza da uno degli steli maturi questo morirà, concludendo il suo ciclo vitale. Gli esemplari di C. alpestris difatti vivono in genere tra i 3 e i 5 anni in natura e poco di più se coltivate.

## Distribuzione e habitat
La C. alpestris si è ben adattata a vivere in condizioni di siccità e cresce spesso su suoli sabbiosi o rocciosi. È difatti in grado di resistere alle elevate temperature che in estate possono raggiungere i 50 °C, scendendo al di sotto degli 0 °C in inverno, quando soventemente la pianta si trova ricoperta da neve.
La si può trovare in una vasta area tra la Provincia del Capo Occidentale e Settentrionale che, più specificatamente, è compresa tra il Tanqua Karoo (nei pressi della città di Ceres) ed il Namaqualand meridionale, anche se è maggiormente diffusa nell'area tra i Monti Cedarberg e i Monti Koue Bokkeveld.

## Biologia
Questa specie ha la capacità, unica tra le piante appartenenti al suo genere, di far aderire i granelli di sabbia alla pagina inferiore delle proprio foglie, il che le è valso il nome di sand-coated crassula. Questa capacità, oltre che a rendere la pianta meno appetibile per possibili predatori, le permette di mimetizzarsi e di proteggersi dagli intensi raggi solari.
Non è ben chiaro il metodo d'impollinazione di cui si serve questa specie, ma probabilmente avviene durante le ore notturne grazie all'azione di alcune specie di tarme.

## Sottospecie
Al momento, oltre alla pianta in sé, è accettata una sola sottospecie:

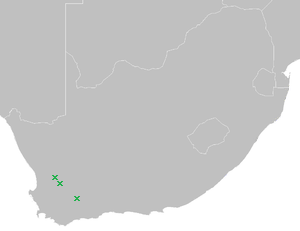
Diffusione di C. alpestris subsp. massonii

- Crassula alpestris subsp. massonii (Britten & Baker f.) Toelken[9]

Si tratta di una pianta rara, ripartita in tre sole popolazioni isolate fra loro, endemiche della Provincia del Capo Occidentale. Nello specifico il suo areale è limitato alla ristretta are compresa tra le città di Clanwilliam e Laingsburg.
Precedentemente classificata come una specie a sé, nota come Crassula massonii (Britten & Baker f., 1897), sono accettati come sinonimi anche le denominazioni Crassula variabilis N.E.Br. e Tetraphyle alpestris var. massonii (Britten & Baker f.) P.V.Heath.
Principalmente differisce dalla specie principale per le dimensioni maggiori, infatti può raggiungere i 25 cm d'altezza, inoltre le foglie tendono ad aprirsi maggiormente rispetto al fusto. L'infiorescenza infine, a differenza di quella sviluppata da C. alpestris, presenta fiori sia ascellari che terminali.
Nonostante l'esiguità numerica delle popolazioni che la compongono, la C. alpestris subsp. massonii grazie all'isolamento e l'inospitalità del suo habitat naturale, non è classificata come una specie minacciata.
Per indicare la specie principale viene talvolta utilizzato il nome C. alpestris subsp. alpestris.

## Coltivazione
In genere le Crassula sono semplici da coltivare ma la C. alpestris presenta alcune difficoltà aggiuntive: essendosi adattata a vivere in ambienti aridi necessita di annaffiature molto sporadiche e andranno assolutamente evitati i ristagni idrici, che ne causano la morte in breve tempo. Si consiglia pertanto di utilizzare un terriccio molto drenante, granuloso e povero di sostanze organiche, ponendo la pianta in un punto ben arieggiato.
Trattandosi di una specie di piccole dimensioni è preferibile coltivarla in vaso ma, per evitare che perda la sua forma compatta, analogamente ad altre succulente "rustiche" è consigliato tenerla all'aperto in una posizione ben soleggiata. È una pianta originaria di aree incluse nelle USDA Hardiness Zones da 9b a 11b, pertanto non dovrebbe essere esposta a temperature inferiori ai 10 °C e comunque mai al di sotto dei -3,9 °C. .
Come la maggior parte delle specie appartenenti al genere Crassula, C. alpestris si può propagare per seme, pollone o talea.

## Galleria d'immagini

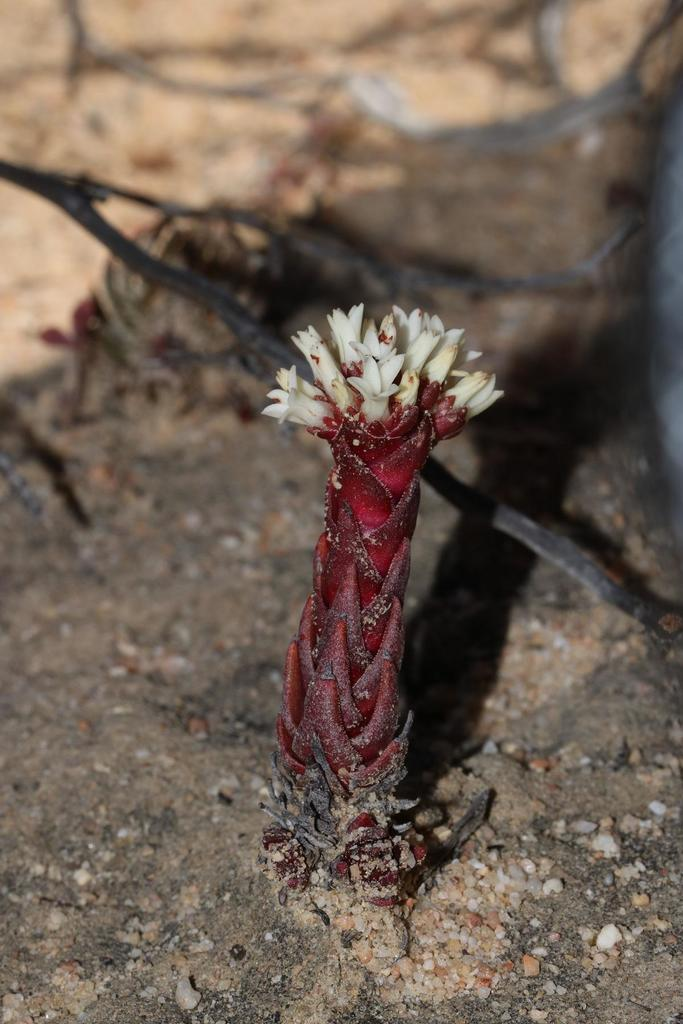
Esemplare di C. alpestris
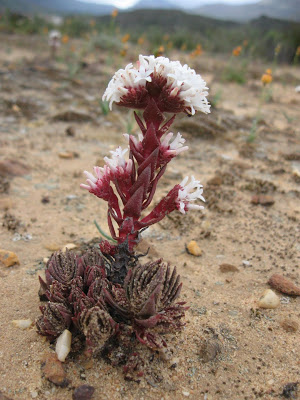
Esemplare pienamente sviluppato di C. alpestris
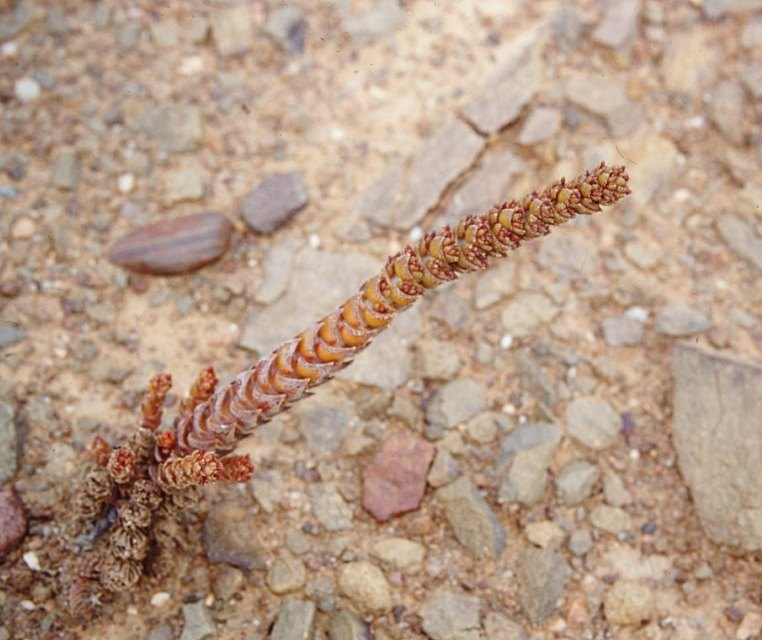
Esemplare di C. alpestris subsp. massonii, notare le maggiori dimensioni.
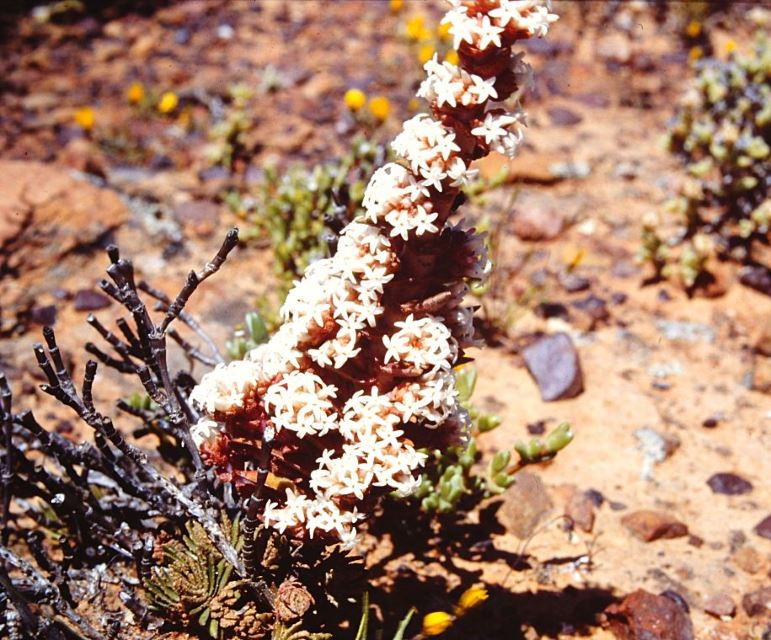
Infiorescenza di C. alpestris subsp. massonii
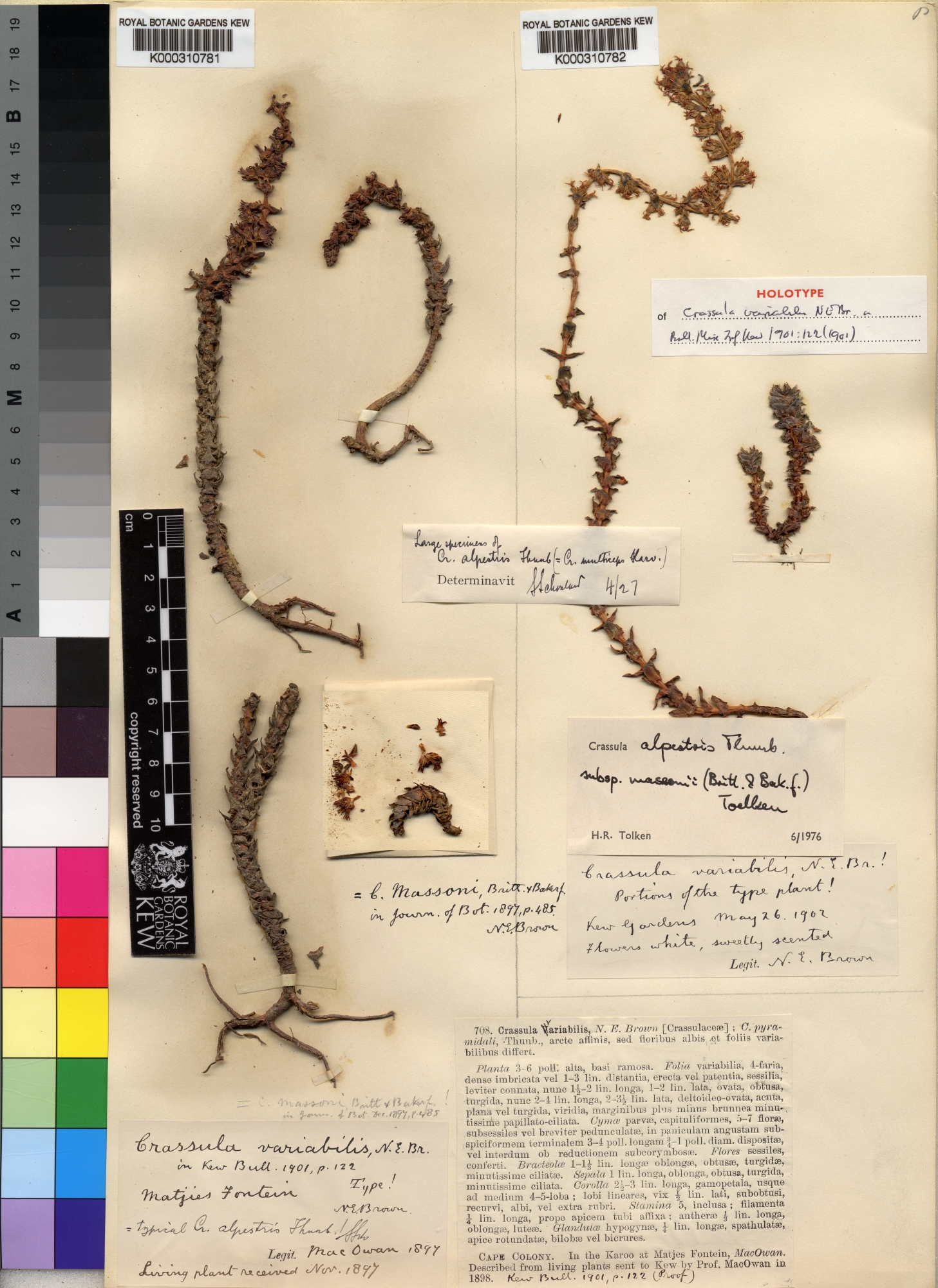
Campioni di C. alpestris subsp. massonii di proprietà dei Kew Gardens